# Худоян, Альберт Ашотович
Альберт Ашотович Худоян (род. 26 мая 1962, Нижний Тагил, Свердловская область, СССР) — российский предприниматель, основатель и бывший владелец компании «Оптима» — одного из крупнейших в России дистрибьюторов табачных изделий в 1990—2000-х годах. Основатель и владелец компании Optima Development.

## Биография
Родился 26 мая 1962 года в Нижнем Тагиле. В 1965 году семья переехала в Краснодар.
В 1984 году Альберт окончил Кубанский сельскохозяйственный институт по специальности «инженер-экономист». После окончания института работал механиком на заводе, а в 1986 году стал директором мебельного магазина. В 1988 году занялся частным бизнесом, открыв швейный цех, и начав заниматься торговлей.
В 1991 году он переехал в Москву, где позже создал компанию «Оптима», занимавшейся дистрибуцией сигарет. Под руководством Худояна, «Оптима» в 2003 году стала самым большим в мире дистрибьютором продукции Philip Morris International, обойдя американскую «McLane». Также Худояну принадлежит идея названия нового бренда сигарет Phillip Morris — «Оптима», ставших одной из самых популярных марок сигарет эконом-сегмента в России.
В 2006 году компания «Оптима» контролировала 60 % продаж продукции Philip Morris в России, что составляло около 15 % всего российского рынка сигарет и сделало «Оптиму» крупнейшим дилером лидера российского табачного рынка — компании Phillip Morris.
Худоян заимствовал стиль корпоративного управления Phillip Morris, так как постоянно лично общался с международным руководством этой компании.
В 2007 году компания «Оптима» с годовым оборотом $1,1 млрд была куплена у Худояна, по оценкам конкурентов и аналитиков, за $200 млн другим крупным табачным дистрибьютором — компанией «Мегаполис» Игоря Кесаева.
В 2008 году Худоян переориентировался на девелоперский бизнес, основав компанию Optima Development, работающую в сегментах торговой, многофункциональной и жилой недвижимости. Худоян построил и стал совладельцем одного из крупнейших в Краснодарском крае торговых центров «Oz Молл».
В 2015 году Optima Development приобрела универмаг «Москва» на Ленинском проспекте и планировала вложить в его реконструкцию около $60 млн.
В марте 2019 года компания продала жилой комплекс «Прайм парк», строящийся на Ленинградском проспекте в Москве, инвестиционному подразделению «Альфа-Групп» — компании А1. В портфеле девелопера также находится коттеджный посёлок Maiendorf Park.

## Уголовное дело
Летом 2019 года Худоян был задержан по обвинению в мошенничестве и хищении трёх земельных участков, и помещён под домашний арест.
Худоян не признал вину, и утверждал, что уголовное преследование связано с рейдерским захватом принадлежащей ему компании Optima Development.
В защиту Худояна выступил уполномоченный при Президенте РФ по защите прав предпринимателей Борис Титов. Также в его поддержку выступила Ксения Собчак. В своём телеграм-канале телеведущая сообщила, что арест произведён при нарушении процессуальных норм.
Рассмотрением дела занимался Следственный комитет РФ и несколько судов. 25 ноября 2021 года Коптевский районный суд приговорил владельца компании Optima Development Альберта Худояна, признанного виновным в мошенничестве в особо крупном размере (ч. 4 ст. 159 УК) к шести годам лишения свободы с отбыванием срока в колонии общего режима. Кроме того, Худоян должен будет выплатить штраф в размере 800 тыс. руб. 19 августа 2022 года Московский городской суд в рамках апелляционного производства ужесточил наказание с 6 до 8 лет колонии Альберту Худояну, также увеличен и размер штрафа до 1 миллиона рублей.

## Личная жизнь
Жена — Анна Худоян (Лапина), бывшая модель родом из Крыма, окончившая театральный институт в Симферополе. Воспитывает четверых детей — трёх сыновей и дочь.